# Govejda, Montana
Govejda (în bulgară Говежда) este un sat în comuna Gheorghi Dameanovo, regiunea Montana,  Bulgaria. 

## Demografie
Componența etnică a satului Govejda
     Bulgari (98,16%)
     Nicio identificare (1,22%)
     Altele (0,61%)
La recensământul din 2011, populația satului Govejda era de 490 locuitori. Din punct de vedere etnic, majoritatea locuitorilor (98,16%) erau bulgari. Pentru 1,22% din locuitori nu este cunoscută apartenența etnică.